# Fabián Martín
José Fabián Martín (provincia de San Juan, 3 de noviembre de 1968) es un abogado y político argentino.
Asumió como intendente del municipio de Rivadavia el 10 de diciembre de 2015 y fue reelecto en 2019, cargo en el que desempeñó hasta el 10 de diciembre de 2023, fecha en la que asumió como vicegobernador de la provincia de San Juan, junto a su compañero de fórmula Marcelo Orrego.

### Carrera política
Su involucramiento en la política surgió a raíz de su vínculo con el deporte y, específicamente, a través de su relación con el ex intendente de Rawson, Carlos Fernández. Inicialmente, su participación en la Federación de Boxeo le permitió establecer contactos significativos, entre ellos con Carlos. Cuando fue nombrado presidente de la Federación, se le informó que el intendente de Rawson, quien resultó ser Carlos Fernández, estaba dispuesto a brindar su apoyo. En busca de apoyo logístico para la organización de eventos, el protagonista recurrió al intendente en varias ocasiones, solicitando el préstamo de un camión y un ring. Durante uno de estos encuentros, Carlos le preguntó en qué ocupaba su tiempo y el protagonista mencionó su profesión como abogado y su estudio legal. En respuesta, Carlos le informó sobre una vacante disponible en el municipio que requería de un abogado y le ofreció la oportunidad de unirse a su equipo. Fue así como comenzó a acompañarlo y, al mismo tiempo, incursionó en el ámbito político.
Fabián Martín es conocido por su larga trayectoria en el basualdismo, un movimiento político liderado por el senador Roberto Basualdo.
En el ámbito legislativo, ocupó el cargo de concejal en el municipio de Rivadavia.
En 2011 se presentó como candidato a intendente por Rivadavia, perdiendo en aquella oportunidad contra Ana María López de Herrera, quien resultó electa por el Frente para la Victoria.
En 2013, Roberto Basualdo confirmó a Fabián Martín como candidato a diputado nacional, para representar a Producción y Trabajo en las internas del frente Compromiso Federal, suscribiendo en el mismo los partidos Producción y Trabajo, ACTUAR y PRO, obteniendo en ese entonces un 13,59% de los votos en las PASO 2013.
En 2015, en su segunda postulación como candidato a la intendencia de Rivadavia, Fabián Martín se enfrentó nuevamente contra Ana María López de Herrera, logrando Martín imponerse frente a la intendenta en funciones.
En 2019, el actual intendente sacó una amplia ventaja a su competidor más directo Marcelo Delgado, del Frente de Todos, logrando la reelección para completar un periodo de 8 años consecutivos al mando del ejecutivo municipal.
En 2023, junto a su par Marcelo Orrego, encabezaron una fórmula para gobernador y vicegobernador dentro del frente Unidos por San Juan bajo la agrupación Cambia San Juan y con el lema "Despertar San Juan", resultando electo por el 51,59% de los votos.